# María Consuelo Ramírez de Torres Luna
María Consuelo Ramírez de Torres Luna (ca. 1900–¿?) fue una educadora, escritora e indigenista peruana. Destacó como una de las primeras mujeres del altiplano peruano en acceder y contribuir activamente a la educación secundaria y superior en una época de fuerte discriminación de género. Fue nieta del líder indígena Juan Bustamante Dueñas, y su obra literaria y pedagógica la posiciona como pionera en la defensa de los derechos de las mujeres y de los pueblos indígenas.

## Biografía
Nació alrededor del año 1900 en el departamento de Puno, Perú. Era nieta de Juan Bustamante Dueñas, caudillo indígena que lideró la rebelión de Huancané en 1867, también conocido como Mundo Pukurij. Durante las primeras décadas del siglo XX, Ramírez de Torres Luna accedió a la educación secundaria en el Colegio Nacional San Carlos de Puno, institución que en ese entonces restringía el acceso a las mujeres. Junto a sus hermanas Julia y Zoraida, enfrentó barreras de género para acceder a la enseñanza formal, convirtiéndose posteriormente en docente del mismo colegio. Su trayectoria educativa también incluyó aportes a la enseñanza bilingüe, promoviendo el uso de lenguas indígenas en el aula.
En julio de 1926 contrajo matrimonio con el maestro e historiador Alfonso Torres Luna, quien más tarde se doctoró en la Universidad Nacional Mayor de San Marcos (1934). Se conocieron trabajando en la sección primaria del Colegio San Carlos. Alfonso Torres Luna falleció en Lima el 22 de abril de 1935. Tras su deceso, Ramírez de Torres Luna se encargó de publicar sus obras inéditas, preservando su legado intelectual.
María Consuelo Ramírez de Torres Luna dejó un legado literario y educativo significativo a través de diversas obras y contribuciones. En La India Peruana (1941), con prólogos de Dora Mayer y Julián Palacios, se consolidó como una de las primeras mujeres indigenistas del Perú, al abordar la situación social de las comunidades indígenas desde una perspectiva empática y crítica.
Su libro La Ley del Amor (1955) reúne reflexiones de carácter filosófico, mientras que Literatura Infantil (1943–1973) comprende una antología de cuentos, poesías, rondas y diálogos dirigidos a niños, lo que evidencia su compromiso con la educación y la formación de nuevas generaciones.
Asimismo, su obra La personalidad de H. P. B., fundadora de la Sociedad Teosófica (1975) refleja su interés en la teosofía y su conexión con la masonería peruana.
En el ámbito de las antologías, su poesía fue incluida en Antología de la Poesía Puneña (1966), de Samuel Frisancho Pineda, y mencionada en Poesía postmodernista peruana (1954), de José Portugal Catacora. Este último también incluyó su cuento El zorro en el cielo en la recopilación El cuento puneño (1955), lo que reafirma su contribución a la narrativa regional.
Su legado ha sido reconocido tanto en el ámbito educativo como literario. Se sabe que, tras su fallecimiento, sus cenizas y las de su esposo fueron esparcidas, según su voluntad, en tres lugares significativos: el Colegio Nacional San Carlos de Puno, el Colegio Alfonso Torres Luna de Acora y en las aguas del lago Titicaca.

## Obras Principales
- 1925 – Soledad (poesía)
- 1941 – La India Peruana (poesía) para los niños incluye un prólogo de Dora Mayer y del maestro Julián.
- 1943 – Literatura Infantil (compilación de cuentos, poesías, rondas y diálogos para niños)
- 1955 – El zorro en el cielo (cuento incluido en El Cuento Puneño de José Portugal Catacora)
- 1955 – La Ley del Amor (reflexión filosófica)
- 1973 – Literatura Infantil (segunda edición)

## Legado
Ramírez de Torres Luna es considerada una de las primeras mujeres indigenistas del Perú. Su obra La India Peruana se distingue por representar a la mujer andina fuera del canon romántico o exótico, predominante en su época. En sus poemas, la figura femenina indígena aparece como sujeto de dignidad y resistencia, rompiendo estereotipos y abriendo paso a una voz literaria comprometida con los derechos y la realidad de los pueblos originarios.